# Kemmlitzite
La kemmlitzite è un minerale appartenente al gruppo della beudantite descritto nel 1969 in base ad un ritrovamento avvenuto nel giacimento di Kemmlitz in Sassonia, Germania.
Il minerale è l'analogo dell'hidalgoite contenente stronzio al posto del piombo.
È praticamente insolubile negli acidi.

## Morfologia
La kemmlitzite è stata scoperta sotto forma di cristalli romboedrici pseudocubici di circa 0,1 mm.

## Origine e giacitura
La kemmlitzite è stata trovata nella frazione pesante separata da un porfido di quarzo caolinitizzato.